# أوتو جنسن (دراج)
أوتو جنسن هو دراج دنماركي، ولد في 1893 في هرنينغ في الدنمارك، وتوفي في 25 ديسمبر 1972.

## وصلات خارجية
- أوتو جنسن على موقع إحصائيات الدراجات الإحترافية (الإنجليزية)
- أوتو جنسن على موقع أوليمبيديا (الإنجليزية)